# Lijsterbesvouwmot
De lijsterbesvouwmot (Phyllonorycter sorbi) is een vlinder uit de familie van de mineermotten (Gracillariidae). De wetenschappelijke naam werd gepubliceerd in 1855 door Heinrich Frey.
De soort komt voor in Europa.